# Burkwang (Isny)
Burkwang ist ein Wohnplatz in der Stadtteilgemarkung Großholzleute von Isny im Allgäu im baden-württembergischen Landkreis Ravensburg.

## Geographie
Der Ort liegt etwa einen Kilometer östlich von Isny im Allgäu. Im Osten von Burkwang befindet sich der Burkwanger Baggersee, um den die Untere Argen fließt. Südlich der Ortschaft verläuft die Bundesstraße 12.

## Geschichte
Burkwang wurde erstmals urkundlich im Jahr 1177 als Byrewanc erwähnt. Zu dieser Zeit befanden sich Fallehengüter des Klosters Isny im Ort. Im Jahr 1262 erfolgte in Burkwang eine Schenkung des Grafen Rudolf von Montfort. Im Jahr 1806 fand die Vereinödung der Ortschaft statt.